# USV Eschen/Mauren
FC Eschen/Mauren to klub piłkarski z Liechtensteinu, założony w 1963 roku. Klub pięć razy zdobył Puchar Liechtensteinu (ostatni raz w 2012 roku). Podobnie jak pozostałe kluby z Liechtensteinu, mecze na co dzień rozgrywa w sąsiedniej Szwajcarii, obecnie w 2. Lidze interregional (4 poziom rozgrywkowy w Szwajcarii).

## Sukcesy
- 5 razy zdobywca Pucharu Liechtensteinu: 1976, 1977, 1978, 1987, 2012

## Europejskie puchary
Legenda do wszystkich tabel:
- Q – runda eliminacyjna, 1/16, 1/8, 1/4, 1/2 – odpowiednia faza rozgrywek, Grupa – runda grupowa, 1r gr – pierwsza runda grupowa, 2r gr – druga runda grupowa, F – finał, R – runda, PO – play-off
- k. – rzuty karne, los. – losowanie, Dogr. – dogrywka, w. – zasada bramek strzelonych na wyjeździe

| Sezon   | Rozgrywki   | Runda | Klub          | Dom | Wyjazd | Ogólnie |
| ------- | ----------- | ----- | ------------- | --- | ------ | ------- |
| 2012/13 | Liga Europy | 1Q    | Hafnarfjarðar | 1–2 | 0–1    | 1–3     |